# Luís Oliveira
Luís Oliveira (* 24. März 1969 in São Luís, Maranhão, Brasilien), mit vollem Namen Luís Airton Barroso Oliveira, ist ein ehemaliger brasilianisch-belgischer, offensiver Fußballspieler, der die meiste Zeit seiner bisherigen Laufbahn in Italien spielte. Nach dem Ende seiner aktiven Karriere startete er eine Laufbahn als Fußballtrainer.

## Karriere

### Im Verein
Oliveira begann seine Laufbahn als Jugendspieler beim brasilianischen Klub Tupan, wechselte aber schon als Sechzehnjähriger 1985 nach Belgien in die Jugendabteilung des RSC Anderlecht. 1988 gelang ihm der Sprung in den Profikader des Brüsseler Vorortvereins, mit dem er 1991 Belgischer Meister wurde. 1992 zog es ihn nach Italien, wo er bis heute lebt und Fußball spielt.
Seine erste Station dort war der sardische Serie-A-Verein Cagliari Calcio. Die Jahre 1996 bis 1999 sahen ihn dann bei der Fiorentina, bevor er noch einmal für eine Saison nach Cagliari zurückkehrte. Nach einer weiteren Spielzeit beim FC Bologna war seine Laufbahn in der Serie A beendet und Oliveira heuerte für die Saison 2001/2002 beim Serie-B-Verein Como Calcio an, mit dem er als Erstplatzierter der Serie B den Aufstieg in die Serie A erreichte. Oliveira aber verließ Como zum Ende der Saison, um in der Folgezeit für die Vereine Catania (Serie B, 2002–2004), Foggia (Serie C1, 2004/2005), Venezia (Serie B, 2005) und AS Lucchese Libertas (Serie C1, 2005/2006) zu spielen.
2006 kehrte er in seine Wahlheimat Sardinien zurück, wo er in der bis 2008 für Nuorese Calcio in der Serie C2 spielte. Nach weiteren Stationen bei FBC Derthona und Muravera beendete er 2011 seine Karriere als Aktiver, nachdem er zwischenzeitlich 2010 bereits als Spielertrainer bei Muravera im Einsatz war. 2012 wurde er als neuer Cheftrainer des unterklassigen Klubs vorgestellt.

### In der Nationalmannschaft
Nach seiner Einbürgerung in Belgien absolvierte er zwischen 1992 und 1999 31 Spiele für die belgische Nationalmannschaft und erzielte dabei 7 Tore. 1998 war er Weltmeisterschaftsteilnehmer, die belgische Mannschaft schied aber schon in der Vorrunde nach drei Unentschieden mit drei Punkten als Gruppendritter aus.

## Erfolge
- 1991: Belgischer Meister mit dem RSC Anderlecht
- 1998: Weltmeisterschaftsteilnahme mit der belgischen Nationalmannschaft
- 2002: Aufstieg in die Serie A mit Como Calcio